# 黑肛馬面魨
黑肛馬面魨，為輻鰭魚綱魨形目鱗魨亞目單棘魨科的其中一種，為亞熱帶海水魚，西南太平洋的澳洲及紐西蘭海域，棲息深度46-360公尺，體長可達19.3公分，棲息在礁石區，生活習性不明。

## 扩展阅读
維基物種上的相關：黑肛馬面魨